# Остапенко, Павел Антонович
Павел Антонович Остапенко (1909—1944) — капитан Рабоче-крестьянской Красной Армии, участник Великой Отечественной войны, Герой Советского Союза (1945).

## Биография
Павел Остапенко родился 7 февраля 1909 года в посёлке Каменка (ныне — город Каменское в Днепропетровской области Украины). После окончания двух классов школы работал помощником машиниста. В 1929 году Остапенко был призван на службу в Рабоче-крестьянскую Красную Армию. Окончил полковую школу и курсы комсостава. С начала Великой Отечественной войны — на её фронтах.
К концу декабря 1943 года капитан Павел Остапенко был заместителем по политчасти командира батальона 958-го стрелкового полка 299-й стрелковой дивизии 53-й армии 2-го Украинского фронта. Отличился во время освобождения Кировоградской области Украинской ССР. Батальон Остапенко в это время участвовал в боях в районе села Лысый Хутор Елизаветградковского района. Остапенко лично корректировал огонь батареи миномётов, что способствовало успешным действиям основных сил. Оказавшись с двумя товарищами в окружении на наблюдательном пункте, Остапенко отказался сдаваться и сражался, пока не погиб 1 января 1944 года. Похоронен в селе Букварь Кировоградской области Украины.
Указом Президиума Верховного Совета СССР от 28 апреля 1945 года за «мужество, отвагу и героизм, проявленные в борьбе с немецкими захватчиками», капитан Павел Остапенко посмертно был удостоен высокого звания Героя Советского Союза. Также был награждён орденами Ленина, Отечественной войны 2-й степени и Красной Звезды.
В честь Остапенко названа улица в его родном селе, установлен бюст в Каменском.